# The Town
«The Town» (с англ. — «Город») — третий эпизод двадцать восьмого сезона мультсериала «Симпсоны». Впервые вышел 9 октября 2016 года в США на телеканале «FOX».
Эпизод первоначально назывался «Patriot Games» (с англ. — «Игры патриотов»), что видно на обложке сценария. Однако название было изменено в январе 2016 года на «The Town» .

## Сюжет
Гомер отправляется в таверну Мо, чтобы посмотреть футбольный матч между «Спрингфилдскими Атомами» и «Бостонскими Американцами», но они в конечном итоге горько спорят с группой болельщиков в Бостоне, называя их команду мошенниками и неудачниками. Гомер и остальные приходят в ярость, когда Американцы выигрывают игру, бросив мяч своему талисману, который был назван подходящим «принимающим».
Дома Гомер говорит, что он выйдет из себя, если увидит болельщика Бостона, но через несколько секунд он удивлён радостным Бартом, который носит кепку «Бостонских Американцев». Мальчик ясно показывает, что он ненавидит родной город, его футбольную команду и любит Бостон. Гомер сердится на Барта, и решает прокатить его по Спрингфилду, чтобы тот почувствовал любовь к родной команде. Однако, мальчику всё равно и он признаёт, что люди из Бостона, в частности, Южные, являются «его людьми». Гомер так травмирован этим, что решает взять семью в «бесикулы» в Бостоне, чтобы показать Барту, что на самом деле это ужасное место.
Во время посещения Фанейл-холла Гомер безуспешно пытается спровоцировать бостонцев, когда на него падает тележка, полная болванчиков. Когда ему помогают врачи, Мардж впечатлена системой медико-санитарной помощи в Массачусетсе, так же, как Лиза впечатлена кампусом Массачусетского технологического института.
Тем временем Гомер и Барт идут в свечковидный боулинг, и, когда Гомер узнаёт, что в этой версии этого вида спорта игрок получает третий шар, он влюбляется в него и в город. Гомер отказывается от «бесикул» и решает наслаждаться Бостоном с сыном. Вернувшись в отель, Мардж и Гомер рассказывают о своем опыте в Бостоне и решили переехать в город, заявив, что это будет их «третий шар».
Симпсоны снимают квартиру и перевозят свои вещи в Бостон. Гомер находит работу на фабрике конфет NEKCO, а Лиза любит посещать зону Битвы Чартерной школы. Тем временем Барт понимает, что он больше не может сохранять свою репутацию плохого мальчика в школе, поскольку дети, которых отправили в комнату для наказания, сосредоточили свою энергию на пении капелла и что большая часть города предназначена для таких интеллектуалов, как Лиза. Он решает найти способ заставить семью вернуться в Спрингфилд.
Он берёт семью на последний парад чемпионата «Бостонских Американцев». Гомер пытается контролировать свой гнев, но впадает в ярость, когда его просят надеть кепку Американцев, разрывая её на две части и крича, что они мошенники.
В конце концов Симпсоны возвращаются в Спрингфилд, где Мардж сходит с ума от Гомера за то, что он потерял эту возможность, но приходит к выводу, что ничего бы не вышло для их семьи в Бостоне. Барт теперь носит шапку «Спрингфилдских Атомов», а Лиза галлюцинирует о Бостоне.

## Культурные отсылки
- В качестве пасхального яйца окончательный счет футбольной игры «Бостон против Спрингфилда» был изменен, чтобы ссылаться на реальный результат Супербоула LI[2] (приблизительно 2 минута 54 секунды).

## Отношение критиков и публики
Эпизод получил положительные отзывы от критиков. Во время премьеры на канале Fox эпизод просмотрели 3.22 млн человек с рейтингом 1.5, что сделало его самым популярным шоу на канале Fox в ту ночь. Деннис Перкинс из «The A.V. Club» дал эпизоду оценку B.
Эпизод был номинирован на 69-ю премию «Эмми» за лучшую анимационную программу, но проиграл эпизоду «Bob Actually» мультсериала «Закусочная Боба».